# Schietsport op de Paralympische Zomerspelen 1976
De Ve Paralympische Spelen werden in 1976 gehouden in Toronto in Canada. De schietsport stond voor het eerst op het programma. Het was een van de 13 sporten die op het programma stonden tijdens deze spelen. Er waren geen Nederlandse en Belgische schutters aanwezig op deze Paralympics.

## Evenementen
Er stonden bij het schieten 3 evenementen op het programma voor de mannen.
mannen
- Geweer 1A-1C
- Geweer 2-5
- Geweer Amputatie

## Mannen

### Geweer
| Klasse    | Punten | land | Goud           | land | Zilver           | land | Brons              |
| --------- | ------ | ---- | -------------- | ---- | ---------------- | ---- | ------------------ |
| 1A-1C     | 479    | CAN  | R. Thibodeau   | CAN  | J. Murland       | ISR  | Yoseth Snarav      |
| 2-5       | 547    | AUS  | Libby Richards | SUI  | Martin Stadler   | ISR  | Yigal Tam          |
| Amputatie | 524    | CAN  | J. Byrns       | ISR  | Nissin Philossof | AUT  | Gerhard Grinninger |

Atletiek · Basketbal · Boogschieten · Dartchery · Gewichtheffen · Goalball · Koersbal · Schermen · Schietsport · Snooker · Tafeltennis · Volleybal · Zwemmen
Toronto 1976 ·
Arnhem 1980 ·
New York & Stoke Mandeville 1984 ·
Seoel 1988 ·
Barcelona 1992 ·
Atlanta 1996 ·
Sydney 2000 ·
Athene 2004 ·
Peking 2008 ·
Londen 2012 ·
Rio de Janeiro 2016 ·
Tokio 2020 ·
Parijs 2024 ·
Los Angeles 2028